# Freya Hattenberger
Freya Hattenberger (* 1978 in Offenbach am Main) ist eine deutsche Medien- und Performance-Künstlerin. Sie lebt und arbeitet in Köln.

## Leben
Nach einjährigem Aufenthalt in Wien (2000) begann Freya Hattenberger 2001 das Studium an der Kunsthochschule für Medien Köln. Sie studierte Medienkunst bei Jürgen Klauke, Marcel Odenbach und Matthias Müller. 2005 erhielt sie ein Studiostipendium an der Cité Internationale des Arts Paris. 2006 schloss sie ihr Studium mit Auszeichnung ab. 2008 erhielt sie das Karl-Schmidt-Rottluff-Stipendium sowie den Förderpreis des Landes Nordrhein-Westfalen für junge Künstlerinnen und Künstler.

## Werk

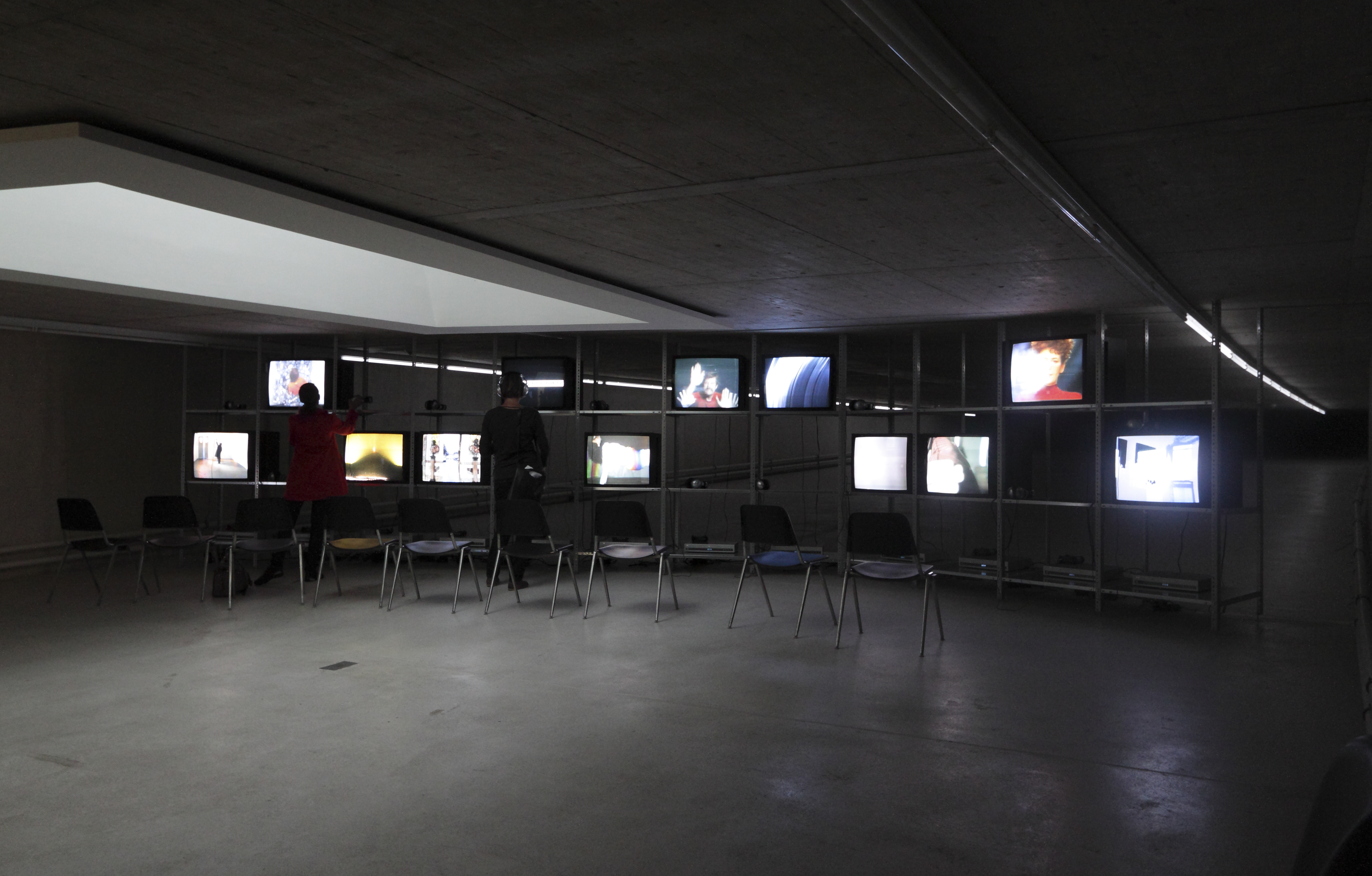
Ausstellungsansicht "Bilder gegen die Dunkelheit", imai - inter media art institute Düsseldorf und KIT Düsseldorf, 2012

Körper und (sozialer) Raum bildet in ihren Arbeiten den zentralen Aspekt. Eine Überprüfung von allgemein gängigen Erwartungshaltungen an das Weibliche und Geschlechterklischees findet in Videoperformances, Video- und Klanginstallationen und Fotoarbeiten statt. Teilweise werden auch Gegenstände des alltäglichen Lebens in einer Ready-made-Manier den Formfindungsprozess ihrer Arbeiten mit einbezogen. Dabei interessieren Freya Hattenberger besonders Fragen der Repräsentation von Weiblichkeit in Bezug auf geschlechtsspezifische Verhaltensformen und Fragen der Autonomie.
Jedoch „verhandelt Freya Hattenberger die Frage nach der Weiblichkeit nicht ausschließlich im Zusammenhang von künstlerischem Schaffen, sie bleibt nicht bei gender-theoretischen Fragestellungen und feministischen Kritikpunkten stehen, sondern lässt eine Übertragbarkeit auf existentielle Fragestellungen und allgemeingültige Bedeutungsdimensionen anklingen.“ (Deborah Bürgel). Die performativen, oft autobiographischen Elemente liefern bewusst Fläche zur Irritation, eine subtile Ironie sucht eingeschliffene Wahrnehmungsmuster auszuhebeln.
Mit Peter C. Simon ist Freya Hattenberger Gründungsmitglied der Band „Les Éclairs“. Ihr Ansatz ist es, den Prozess der Klangerzeugung als Performance zu verstehen, anstatt ein „normales“ Konzert zu geben. In evokativen Aktionen erscheint ihre Musik wie ein Trip durch zerbrochene Klangbilder, geräuschhafte Soundscapes, begleitet vom manchmal träumerisch wirkenden, manchmal unheimlich klingenden Einsatz menschlicher Stimme.
Während ihrer Performances verschmelzen vor Ort-Improvisationen mit bereits arrangierten Akkorden. Selbst gebaute Elektronik, Alltagsgegenstände und Unterwegs-Gefundenes werden ebenfalls als Instrumente eingesetzt. Indem sie akustische Ereignisse loopen und überlagern, erforschen „Les Éclairs“ die Poesie des Augenblicks am Rande von Feedback und Verzerrung. Jeder Auftritt von „Les Éclairs“ ist eine situationistische Reflexion auf den Kontext der Aufführung.

## Ausstellungen (Auswahl)
- 2006: KÖRPEREIN/SATZ Städtisches Museum Abteiberg, Mönchengladbach
- 2006: Akademie der Künste, Berlin
- 2006: Transmediale
- 2007: Expanded Media-Medien im Raum Württembergischer Kunstverein Stuttgart
- 2007: Videonale 11 Kunstmuseum Bonn
- 2007: intrasections Kunstraum 3015, Paris (zusammen mit Peter C. Simon)
- 2007: INTIMACY Goldsmith College London
- 2007: Der verborgene Sinn weggeworfener Dinge, Marta Herford
- 2008: Recently seen and admired Galerie Kunstagenten Berlin
- 2009: A tribute to Terry Fox (Performance zusammen mit Peter C. Simon im Aktionsraum Hamburger Bahnhof, Berlin)
- 2009: Kunstfilmtag 09, Malkasten (Künstlerverein), Düsseldorf
- 2009: Video Performance - Modelle der Selbstbetrachtung, Kunsthalle Münster
- 2009: Videoperformances Mediations Biennale Poznań, Polen
- 2012: Bilder gegen die Dunkelheit. Videokunst aus dem Archiv des imai im KIT, Kunst im Tunnel, Düsseldorf
- 2013: Anybody can have an idea, Museum Ostwall, Dortmund
- 2015: Düsseldorf Photo Weekend 2015 - same same but different, imai - inter media art institute, Düsseldorf
- 2016: Think of me when you are in glorious sunshine, Bräuning Contemporary, Hamburg
- 2015: Rates of Exchange, Museum of Contemporary Art, MSU Zagreb
- 2017: Gesellschaft zur Wertschätzung des Brutalismus, HMKV, Dortmund
- 2017: Channeled Tensions, Performance als LES ÉCLAIRS, Museum Folkwang, Essen
- 2017: 5, Bräuning Contemporary, Hamburg
- 2018: Tbilisi Triennial, Tiflis, Georgien
- 2019: Zeit & Raum, Bräuning Contemporary, Hamburg
- 2019: Meander Tapes - Goethe-Institut / Max Mueller Bhavan, Bangalore
- 2019: Videoarchive erzählen, Videonale Bonn

## Stipendien und Auszeichnungen
- 2005 Atelierstipendium an der Cité Internationale des Arts Paris
- 2004–2006 Stipendiatin der Studienstiftung des deutschen Volkes
- 2007 Preisträgerin EXPANDED MEDIA, Württembergischer Kunstverein Stuttgart
- 2008 Förderpreis des Landes Nordrhein-Westfalen für junge Künstlerinnen und Künstler
- 2008 Karl-Schmidt-Rottluff-Stipendium
- 2010 Transfer France-NRW, Arbeitsaufenthalt am FRAC Bourgogne, Dijon, Frankreich
- 2012 Artist-in-Residence, Centre de la Photographie Nord Pas-de-Calais, Douchy les Mines, Frankreich
- 2018 Reisestipendium Georgien/Armenien des Frauenkulturbüros Nordrhein-Westfalen
- 2018 Gerd Ruge Stipendium der Film und Medien Stiftung NRW (mit Peter Simon und Marita Loosen-Fox)